# Autoserica sexflabellata
Autoserica sexflabellata är en skalbaggsart som beskrevs av Frey 1960. Autoserica sexflabellata ingår i släktet Autoserica och familjen Melolonthidae. Inga underarter finns listade.